# El derecho de vivir en paz
El Derecho De Vivir En Paz (Rättigheten att leva i frid) eller (Rätten till ett eget liv i Cornelis översättning) är ett studioalbum av Victor Jara utgivet 1971. Med låten Plegaria a un labrador vann Jara Festival de la Nueva Canción Chilena (1969) i sin första edition. En ny version släpptes 2001 av Warner Music Chile med många osläppta låtar inspelade av Victor Jara mellan 1959 och 1969.

## Låtlista
1. "El derecho de vivir en paz" (Víctor Jara) 4:33
2. "Abre la ventana" (Víctor Jara) 3:53
3. "La partida" (Víctor Jara) 3:26
4. "El niño yuntero" (Miguel Hernández - Víctor Jara) 3:42
5. "Vamos por ancho camino" (Víctor Jara - Celso Garrido Lecca) 3:16
6. "A la Molina no voy más" (Popular peruana)
7. "A Cuba" (Víctor Jara) 3:57
8. "Las casitas del barrio alto" (Malvina Reynolds - Víctor Jara) 2:28
9. "Con el alma llena de banderas" (Víctor Jara) 3:58
10. "Ni chicha ni limoná" (Víctor Jara) 3:21
11. "Plegaria a un labrador" (Víctor Jara) 3:14
12. "B.R.P." [o Brigada Ramona Parra] (Víctor Jara - Víctor Rojas - Celso Garrido Lecca) 3:13